# Alfred Bruneau

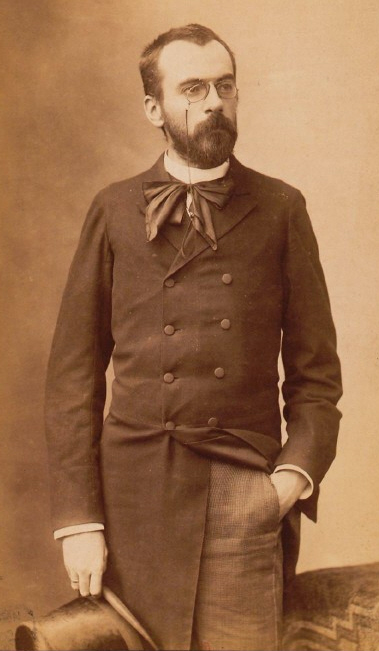
Alfred Bruneau componist en muziekcriticus

Alfred Bruneau (Parijs, 3 maart 1857 - aldaar, 15 juni 1934) - eigenlijk Louis Charles Bonaventure Alfred - was een Frans componist en muziekcriticus, die met name naam maakte in de Franse opera. Hij zorgde voor een verandering van stijl hierin. 

## Biografie
Bruneaus vader was violist, zijn moeder schilder en leerlinge van Camille Corot.
Van 1876 tot 1879 was hij leerling cello van Franchomme aan het Conservatorium van Parijs en leerling van Savart wat betreft theorie. Later werd hij compositieleerling bij Jules Massenet. In 1887 ging zijn eerste opera in productie, Kerim.
Bruneau werkte in een romantische stijl. In 1888 ontmoette hij Émile Zola en ontstond er een vriendschap. De invloed van Zola op Bruneau is in verschillende opera's terug te zien in de aandacht voor naturalisme. In 1925 werd hij toegelaten tot de Académie des Beaux-Arts ter vervanging van Paul Dukas. 
Als criticus was Bruneau verbonden aan Gil Blas, Le Matin en Le Figaro.

## Werken

### orkest en toneelmuziek
- Léda (1882)
- Ouvertüre héroique (1883)
- La Belle au bois dormant (1884)
- Nuit de mai (1886)
- Enoch & Costallat (1887)
- Kerim (1887), opera
- Les Bacchantes (1888)
- Requiem (1888)
- Le rêve (1891)
- L'attaque du moulin (1893)
- Messidor (1897)
- L'ouragan (1901)
- Fantaisies (1901)
- Lazare (1903)
- L'enfant-roi (1905)
- Naïs Micoulin (1907)
- Les Quatres journées (1908 - 1916)
- Les chants de la vie (1911 - 1912)
- L'amoureuse leçon (1913)
- Le jardin du Paris (1913 - 1921)
- Le Tambour (1915)
- Le chant du drapeau (1915 - 1916)
- Le Roi Candaule (1917 - 1919)
- Le Navire (1917)
- Chants Antiques (1922 - 1927)
- Chansons d'enfance et de jeunesse (1922 - 1927)
- Angelo, Tyran de Padoue (1928)
- Virginie (1930)
- Plein Air (1932)

### Geschriften
- Musique d'hier et de demain (1900)
- La musiqua française (1901)
- Musique de Russie et musiciens de France (1903)
- La vie et les oeuvres de Gabriel Fauré (1924)
- A l'ombre d'un grand coeur (1932)
- Massenet (1935)